# Kleinia petraea
Kleinia petraea là một loài thực vật có hoa trong họ Cúc. Loài này được (R.E.Fr.) C.Jeffrey mô tả khoa học đầu tiên năm 1986.